# ノースリーチ
ノースリーチ(英: Northleach)は、イングランドのグロスターシャーにある市場街である。最寄り駅はコッツウォルズ線のモートン・イン・マーシュ(Moreton-in-Marsh)とキンガム・アンド・シプトン(Kingham and Shipton)。
街にはパブが3つあり、その他に骨董品屋や小売店がある。12世紀初めに建設されたノースリーチの聖ピーター及び聖ポール教会はコッツウォルズ大聖堂（羊毛取引の利益で建設されたため羊毛教会とも呼ばれる）として知られている。
サッカーとクリケットのチームを有し、街にはスポーツを楽しめるウエストウッド・コミュニティーセンターがある。
小学校（ノースリーチ小学校）には夏休み期間中に市民に開放されている屋外プールがある。